# Liste des épisodes de Mushishi
Cet article présente la liste des épisodes de la série télévisée d'animation japonaise Mushishi issue du manga du même nom. Ils sont groupés par saison en fonction des périodes de diffusions.

## Saison 1
| No | Titre français                        | Titre japonais   | Titre japonais            | Date de 1re diffusion |
| No | Titre français                        | Kanji            | Rōmaji                    | Date de 1re diffusion |
| --- | ------------------------------------- | ---------------- | ------------------------- | --------------------- |
| 01 | Le banquet vert                       | 緑の座           | Midori no Za              | 22 octobre 2005       |
| [Vol 1 Chapitre 01] Un garçon possède le don de donner vie à ses dessins lorsqu'il dessine de la main gauche. |                                       |                  |                           |                       |
| 02 | La lumière derrière les paupières     | 瞼の光           | Mabuta no Hikari          | 29 octobre 2005       |
| [Vol 1 Chapitre 04] Une petite fille abandonnée par ses parents doit vivre dans un entrepôt dans le noir absolu, ne pouvant supporter la lumière. Le petit garçon qui s'en occupe finit par développer la même intolérance à la lumière.       |                                       |                  |                           |                       |
| 03 | Tendres cornes                        | 柔らかい角       | Yawarakai Tsuno           | 5 novembre 2005       |
| [Vol 1 Chapitre 02] Un garçon entend des voix incessamment, et des cornes poussent sur sa tête. Il s'épuise peu à peu, comme sa mère qui est morte d'épuisement.                                                                               |                                       |                  |                           |                       |
| 04 | Le chemin de l’oreiller               | 枕小路           | Makura Kōji               | 12 novembre 2005      |
| [Vol 1 Chapitre 03] Un paysan fait des rêves prémonitoires, ce qui lui permet d'éviter de nombreuses catastrophes dans son village... mais aussi d'en rêver sans pouvoir toujours les éviter.                                                  |                                       |                  |                           |                       |
| 05 | Le marais vagabond                    | 旅をする沼       | Tabi o Suru Numa          | 19 novembre 2005      |
| [Vol 1 Chapitre 05] Ginko rencontre dans la forêt une fille qui vit dans un marais voyageur. |                                       |                  |                           |                       |
| 06 | Le troupeau qui boit la rosée         | 露を吸う群れ     | Tsuyu wo Suu Mure         | 26 novembre 2005      |
| [Vol 2 Chapitre 08] L'ancienne amie d'un petit garçon est devenue l'idole d'une île : considérée comme la déesse de la vie, elle semble avoir le pouvoir de vieillir et de rajeunir tous les jours, et de guérir les maladies de chacun.       |                                       |                  |                           |                       |
| 07 | Après la pluie, l’arc-en-ciel         | 雨がくる虹がたつ | Ame ga Kuru Niji ga Tatsu | 3 décembre 2005       |
| [Vol 2 Chapitre 09] Ginko rencontre un homme qui poursuit les arcs-en-ciel pour les capturer, comme son père l'avait fait avant lui, mais au détriment de ses relations familiales.                                                            |                                       |                  |                           |                       |
| 08 | Depuis le rivage                      | 海境より         | Unasaka Yori              | 10 décembre 2005      |
| [Vol 3 Chapitre 12] Un jeune homme attend sur une plage que sa femme revienne depuis près de trois ans : son bateau s'est perdu dans le brouillard, mais aucune épave n'a jamais été retrouvée malgré les forts courants amenant vers la côte. |                                       |                  |                           |                       |
| 09 | Une lourde graine                     | 重い実           | Omoi Mi                   | 18 décembre 2005      |
| [Vol 3 Chapitre 13] Ginko arrive dans un village où, étrangement, chaque catastrophe naturelle laissant désemparés les villages voisins mène à une récolte exceptionnelle. Parallèlement, un villageois meurt à chaque fois que cela arrive.   |                                       |                  |                           |                       |
| 10 | Du blanc dans la pierre à encre       | 硯に棲む白       | Suzuri ni Sumu Shiro      | 7 janvier 2006        |
| [Vol 3 Chapitre 14] Des enfants tombent gravement malade lorsqu'ils dérobent une pierre à encre dans la collection d'Adashino. |                                       |                  |                           |                       |
| 11 | La montagne endormie                  | やまねむる       | Yama Nemuru               | 7 janvier 2006        |
| [Vol 2 Chapitre 06] Ginko rencontre le gardien d'une montagne, qu'il ne semble pas pouvoir quitter pour le bien du village vivant à son pied, qui la considère comme la montagne sacrée.                                                       |                                       |                  |                           |                       |
| 12 | Le poisson borgne                     | 眇の魚           | Sugame no Uo              | 14 janvier 2006       |
| [Vol 3 Chapitre 15] Un garçon vient de perdre sa mère en forêt, et est recueilli par Nui, une Mushishi à qui il manque un œil et qui a les cheveux blancs à cause des mushi vivant dans le lac avoisinant.                                     |                                       |                  |                           |                       |
| 13 | Le pont d’une nuit                    | 一夜橋           | Hitoyobashi               | 21 janvier 2006       |
| [Vol 4 Chapitre 17] Une petite fille est tombée d'un pont il y a trois ans, et a chuté dans un précipice. Elle est revenue contre toute attente, mais ne dit rien et semble entièrement hors du monde.                                         |                                       |                  |                           |                       |
| 14 | À l’intérieur de la cage              | 籠のなか         | Kago no Naka              | 28 janvier 2006       |
| [Vol 4 Chapitre 19] Ginko croise un homme qui, avec sa famille, ne peuvent quitter la forêt. Lorsqu'ils essaient d'en sortir, ils se retrouvent à leur point de départ irrémédiablement, ainsi que ceux qui sont avec eux.                     |                                       |                  |                           |                       |
| 15 | Le printemps artificiel               | 春と嘯く         | Haru to Usobuku           | 4 février 2006        |
| [Vol 4 Chapitre 18] Un petit garçon disparaît tous les hivers pour aller dans un endroit où le printemps apparaît bien plus tôt. Il reste alors endormi jusqu'à ce que le printemps arrive dans son village.                                   |                                       |                  |                           |                       |
| 16 | Le serpent de l’aube                  | 暁の蛇           | Akatsuki no Hebi          | 11 février 2006       |
| [Vol 5 Chapitre 25] La mère d'un petit garçon perd entièrement la mémoire, y compris des connaissances les plus élémentaires. |                                       |                  |                           |                       |
| 17 | La récolte des cocons vides           | 虚繭取り         | Uromayutori               | 18 février 2006       |
| [Vol 4 Chapitre 16] Les Uromatori créent des trous dans l'espace : c'est la base de la communication à distance des mushishi. Malheureusement, la sœur d'une petite fille s'est perdue dans l'un de ces trous.                                 |                                       |                  |                           |                       |
| 18 | Le vêtement qui entoure la montagne   | 山抱く衣         | Yama Daku Koromo          | 25 février 2006       |
| [Vol 5 Chapitre 23] Ginko tombe sur un manteau fait avec des matériaux de la montagne, et qui semble regorger de mushi : il se met en quête de son propriétaire.                                                                               |                                       |                  |                           |                       |
| 19 | La corde des cieux                    | 天辺の糸         | Tenpen no Ito             | 4 mars 2006           |
| [Vol 6 Chapitre 26] Ginko retrouve une fille qui a été happée par le ciel lorsqu'elle a voulu attraper une étoile. Lorsqu'elle revient, elle devient chaque fois plus légère, et n'arrive plus à rester sur terre.                             |                                       |                  |                           |                       |
| 20 | Une mer de pinceaux                   | 筆の海           | Fude no Umi               | 11 mars 2006          |
| [Vol 2 Chapitre 07] Ginko rencontre la grande copiste des mushishi, et se retrouve confronté à la malédiction de la famille des copistes. |                                       |                  |                           |                       |
| 21 | Les spores de coton                   | 綿胞子           | Watabōshi                 | 14 mai 2006           |
| [Vol 2 Chapitre 10] |                                       |                  |                           |                       |
| 22 | Le temple sous la mer                 | 沖つ宮           | Okitsu Miya               | 21 mai 2006           |
| [Vol 5 Chapitre 21] |                                       |                  |                           |                       |
| 23 | Le son de la rouille                  | 錆の鳴く聲       | Sabi no Naku Koe          | 28 mai 2006           |
| [Vol 3 Chapitre 11] |                                       |                  |                           |                       |
| 24 | En route vers le champ du feu de joie | 篝野行           | Kagarinokō                | 4 juin 2006           |
| [Vol 5 Chapitre 24] |                                       |                  |                           |                       |
| 25 | Œil chanceux, Œil malchanceux         | 眼福眼禍         | Ganpuku Ganka             | 11 juin 2006          |
| [Vol 5 Chapitre 22] |                                       |                  |                           |                       |
| 26 | Le son des pas sur l’herbe            | 草を踏む音       | Kusa o Fumu Oto           | 18 juin 2006          |
| [Vol 4 Chapitre 20] |                                       |                  |                           |                       |
| SP1 | L’ombre qui dévore le soleil          | 日蝕む翳         | Hi Hamu Kage              | 4 janvier 2014        |

## Saison 2:Mushishi: Zoku-shō
| No                          | Titre français                     | Titre japonais | Titre japonais     | Date de 1re diffusion |
| No                          | Titre français                     | Kanji          | Rōmaji             | Date de 1re diffusion |
| --------------------------- | ---------------------------------- | -------------- | ------------------ | --------------------- |
| 1                           | Le banquet au bout des champs      | 野末 の 宴     | Nozue no Utage     | 4 avril 2014          |
| [Vol 6 Chapitre 30]         |                                    |                |                    |                       |
| 2                           | Le chant des coquillages           | 囀る 貝        | Saezuru Kai        | 11 avril 2014         |
| [Vol 6 Chapitre 27]         |                                    |                |                    |                       |
| 3                           | Sous la neige                      | 雪 の 下       | Yuki no Shita      | 18 avril 2014         |
| [Vol 6 Chapitre 29]         |                                    |                |                    |                       |
| 4                           | La main qui caresse la nuit        | 夜を撫でる手   | Yoru wo Naderu Te  | 25 avril 2014         |
| [Vol 6 Chapitre 28]         |                                    |                |                    |                       |
| 5                           | L'abîme du miroir                  | 鏡が淵         | Kagami ga Fuchi    | 2 mai 2014            |
| [Vol 7 Chapitre 32]         |                                    |                |                    |                       |
| 6                           | L'illusion des fleurs              | 花惑い         | Hana Madoi         | 9 mai 2014            |
| [Vol 7 Chapitre 31]         |                                    |                |                    |                       |
| 7                           | La pluie de la sécheresse          | 日照る雨       | Hi Teru Ame        | 23 mai 2014           |
| [Vol 8 Chapitre 39]         |                                    |                |                    |                       |
| 8                           | Quand le vent tourbillonne         | 風巻立つ       | Shimaki Tatsu      | 6 juin 2014           |
| [Vol 9 Chapitre 42]         |                                    |                |                    |                       |
| 9                           | La vallée où jaillissent les flots | 潮わく谷       | Ushio Waku Tani    | 13 juin 2014          |
| [Vol 8 Chapitre 36]         |                                    |                |                    |                       |
| 10                          | Les profondeurs de l'hiver         | 冬の底         | Fuyu no Soko       | 20 juin 2014          |
| [Vol 8 Chapitre 37]         |                                    |                |                    |                       |
| SP1                         | La voie des broussailles           | 棘のみち       | Odoro no Michi     | 20 août 2014          |
| [Vol 7 Chapitres 34 et 35]  |                                    |                |                    |                       |
| 11                          | Coussin d'herbes                   | 草の茵         | Kusa no Shitone    | 19 octobre 2014       |
| [Vol 9 Chapitre 45]         |                                    |                |                    |                       |
| 12                          | Les ténèbres fragrantes            | 香る闇         | Kaoru Yami         | 26 octobre 2014       |
| [Vol 10 Chapitre 48]        |                                    |                |                    |                       |
| 13                          | Le rouge qui demeure               | 残り紅         | Nokori Beni        | 2 novembre 2014       |
| [Vol 9 Chapitre 41]         |                                    |                |                    |                       |
| 14                          | La baie cachée                     | 隠り江         | Komori e           | 9 novembre 2014       |
| [Vol 8 Chapitre 38]         |                                    |                |                    |                       |
| 15                          | Les fils de lumière                | 光の緒         | Hikari no o        | 16 novembre 2014      |
| [Vol 10 Chapitre 46]        |                                    |                |                    |                       |
| 16                          | Les étoiles du ciel dans le puits  | 壷天の星       | Koten no Hoshi     | 23 novembre 2014      |
| [Vol 9 Chapitre 43]         |                                    |                |                    |                       |
| 17                          | L'eau bleuissante                  | 水碧む         | Mizu Aomu          | 30 novembre 2014      |
| [Vol 9 Chapitre 44]         |                                    |                |                    |                       |
| 18                          | Au pied de la foudre               | 雷の袂         | Ikazuchi no Tamoto | 7 décembre 2014       |
| [Vol 7 Chapitre 33]         |                                    |                |                    |                       |
| 19                          | Les herbes de boue                 | 泥の草         | Doro no Kusa       | 14 décembre 2014      |
| [Vol 8 Chapitre 40]         |                                    |                |                    |                       |
| 20                          | L'arbre éternel                    | 常の樹         | Tokoshie no Ki     | 21 décembre 2014      |
| [Vol 10 Chapitre 47]        |                                    |                |                    |                       |
| SP2                         | Les larmes des grelots             | 鈴の雫         | Suzu no Shizuku    | 16 mai 2015           |
| [Vol 10 Chapitres 49 et 50] |                                    |                |                    |                       |